# Máximo Figueredo
Máximo Figueredo ist ein uruguayischer Politiker.
Figueredo, der der Partido Nacional angehört, hatte als Repräsentant des Departamento Maldonado in der 39. Legislaturperiode im Zeitraum vom 7. April 1965 bis zum 31. Juli 1965 ein Mandat als stellvertretender Abgeordneter in der Cámara de Representantes inne.